# Magda Hagstotz
 (février 2023).
Si vous disposez d'ouvrages ou d'articles de référence ou si vous connaissez des sites web de qualité traitant du thème abordé ici, merci de compléter l'article en donnant les références utiles à sa vérifiabilité et en les liant à la section « Notes et références ».
Magda Hagstotz (Stuttgart, 25 janvier 1914 - Stuttgart, 2001) est une peintre, styliste et représentante prolifique du mouvement abstrait dans l’art allemand de l’après-guerre. Ses deux médiums de prédilection sont l’aquarelle et le panneau structuré/texturé, ses formats sont petits ou de taille moyenne.

## Biographie
Les idées et convictions personnelles de Magda Hagstotz se formaient dans une Allemagne des années 1920 et 1930. Les théories de l’École de Stuttgart (de) - contestant le modèle du Bauhaus - et les artistes contemporains comme Ida Kerkovius, Max Ackermann, Willi Baumeister, Oskar Schlemmer, Adolf Hölzel et Alfred Lörcher (de) étaient ses sources d’inspiration. Elle s’inscrivait au Würtembergischen Staatlichen Kunstgewerbeschule pour apprendre tous les aspects des arts appliqués. La versatilité dans la création ainsi acquise l’aida plus tard à survivre les années de guerre grâce au poste de styliste principale obtenu auprès une manufacture de cuirs. Son œuvre montre un savoir-faire artisanal qui s’explique par sa longue carrière comme styliste de textiles.
- 1930 à 1933 : Études au Wurt. Staatl. Kunstgewerbeschule, Stuttgart
- 1932 : Reimannschule Berlin
- 1934 : Angleterre, Londres, Études
- 1935-1937 : Études de textiles
- 1938 à 1943 : Kunstakademie Stuttgart
- 1943 à 1945 : sous G. Biese, nues, composition
- 1941 à 1962 : Styliste chez la manufacture de cuirs teintés Pfennig u. Co.; Ludwigsburg; Médaille d’or triennal de Milan

Activité artistique indépendante à partir de 1941.
Quantité d’acquisitions de la part des collectionneurs privés et des institutions.